# Kincsesbánya
Kincsesbánya é um município da Hungria, situado no condado de Fejér. Tem 10,87 km² de área e sua população em 2015 foi estimada em 1.451 habitantes.